# Ernő Erbstein

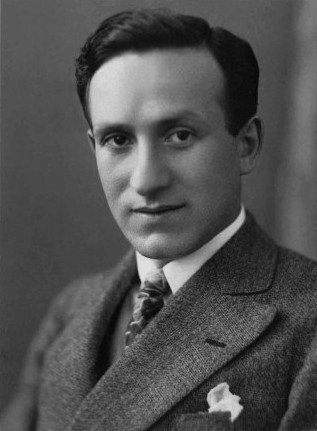
Erbstein ca. 1938

Ernő Erbstein oder Ernest Egri-Erbstein (* 13. Mai 1898 in Nagyvárad, Österreich-Ungarn; † 4. Mai 1949 in Turin, Italien) war ein ungarischer Fußballspieler und Fußballtrainer. Als Berater und Trainer war er wesentlich an den Erfolgen des Grande Torino der 1940er Jahre beteiligt.

## Spielerkarriere
Erbsteins Fußballkarriere begann, als er für seine schulische Ausbildung nach Budapest übersiedelte und sich dort der Fußballsektion des Budapesti AK anschloss. Beim BAK debütierte er mit 17 Jahren im Jahr 1915, wobei er vor allem in der Läuferreihe zum Einsatz kam. Der Verein war ein Mittelständler, welcher fallweise auch gegen den Abstieg spielte. 1921 konnte sich der BAK nicht mehr in der höchsten Spielklasse halten und spielte fortan in der zweiten Liga, wo in den Folgejahren der Wiederaufstieg nicht glückte. Erbstein blieb bis 1924 beim Verein, ehe er wie viele ungarische Spieler zu dieser Zeit ins Ausland wechselte.
Er spielte zunächst eine Saison bei Olympia Fiume einem Vorläufer der US Fiumana in der seit dem Vertrag von Rom zu Italien gehörenden Hafenstadt Fiume. 1925 wechselte er zum Zweitlisten AC Vicenza, wo er ebenfalls nur eine Saison spielte, ehe die Bestimmungen der Carta di Viareggio den Einsatz von nichtitalienischstämmigen Spielern im nationalen Fußballbetrieb untersagten.
Erbstein übersiedelte nach Palästina, wo ein Verein ungarisch-jüdischer Profispieler gegründet worden war. Mit dieser Mannschaft unternahm er im Jahr 1927 auch eine mehrmonatige US-Tour. Später war er in der American Soccer League für die Brooklyn Wanderers aktiv.

## Trainerkarriere
Wieder nach Europa zurückgekehrt, begann Erbstein 1928 seine Trainerkarriere in Italien (ausländische Trainer waren im Gegensatz zu ausländischen Spielern auch weiterhin gestattet). Zunächst betreute er die unterklassigen AS Bari und ASG Nocerina, ehe er 1930 den CS Cagliari übernahm und schon im ersten Jahr in die Serie B aufstieg.
Nach einer weiteren Saison in Bari wurde Erbstein 1933 Trainer des US Lucchese Libertas, mit dem er innerhalb von drei Jahren von der dritten in die erste Liga aufstieg und den toskanischen Verein mit einem siebten Platz im Mittelfeld der Serie A etablierte. Bei Lucchese brachte er den späteren italienischen Weltmeister-Tormann Aldo Olivieri heraus und als Erbstein 1938 das Angebot bekam, den Trainerposten beim AC Turin zu übernehmen, nahm er den Spieler zu seinem neuen Verein mit.
In Turin gewann Erbstein schnell das Vertrauen des Vereinspräsidenten Ferruccio Novo und belegte am Ende der Saison den zweiten Platz. Durch die Einführung der italienischen Rassengesetze war Erbstein gezwungen, das Land zu verlassen und er kehrte nach Budapest zurück, wo er jedoch im laufenden Kontakt mit Novo blieb und ihn insbesondere bei Spielerkäufen beriet. Der AC Turin baute rund um die Neuverpflichtungen Valentino Mazzola und Ezio Loik eine Mannschaft auf, die den italienischen Fußball der 1940er Jahre dominierte und als Grande Torino in die Geschichte einging.
Nach Ende des Zweiten Weltkriegs kehrte Erbstein nach Turin zurück, wo er zunächst als Berater und dann als technischer Direktor der Mannschaft fungierte, die während dieser Zeit drei Meistertitel in Folge holte. 1948 übernahm er gemeinsam mit dem Engländer Leslie Lievesley wieder das Training der Mannschaft. Auch in dieser Saison gelang der Meistertitel und im Mai 1949 bestritt die Mannschaft ein Freundschaftsspiel in Lissabon. Auf dem Rückflug geriet das Flugzeug im Landeanflug bei dichtem Nebel vom Kurs ab und wurde gegen den Hügel von Superga geflogen. Erbstein kam wie die gesamte Mannschaft bei diesem Flugunfall von Superga ums Leben.